# Cultura de les coves
La cultura de les coves, sorgida de les influències orientals, es va desenvolupar a la costa mediterrània i es va estendre progressivament de la costa cap a l'interior. En l'àmbit geogràfic on avui situem Catalunya, va durar del 4000 aC al 3000 aC.
Tenia un caràcter netament neolític (del Neolític inicial), i de les influències orientals va adoptar també les característiques pròpies de les cultures megalítiques, quan ja s'havia estès pels indrets que ara coneixem per Castella, Aragó, Andalusia i Extremadura, i fins i tot a zones del Cantàbric.
Característic d'aquesta cultura són les coves amb molt poc de material lític i quasi sense sílex, del qual només consten llesques i fulles de ganivets, i es troba en canvi molta ceràmica decorada amb relleus, al nord, i ceràmica decorada amb incisions al sud, on més tard, pel contacte amb orientals, donarà origen a la cultura del vas campaniforme.
La cultura de les coves fou estenent la seva influència per la península Ibèrica i fou el punt de sortida de les cultures megalítiques. Al sud de l'Ebre, aquesta cultura es va desenvolupar àmpliament, però al nord d'aquest riu, entre el Segre i la costa i entre els Pirineus i l'actual comarca catalana del Camp (situada aproximadament en un cercle d'uns 25 quilòmetres a l'entorn de Tarragona) va imposar-se l'anomenada cultura dels sepulcres de fossa, i més al sud (al sud del cap de Palos, es va establir una cultura fundada per emigrants orientals anomenada cultura almerienca).
Això va deixar la cultura de les coves reduïda al centre, abraçant quasi tota la península Ibèrica menys les zones de Cantabria, Astúries, Galícia, la part occidental de Castella la Vella, Portugal i Catalunya.